# Монастириські ясени

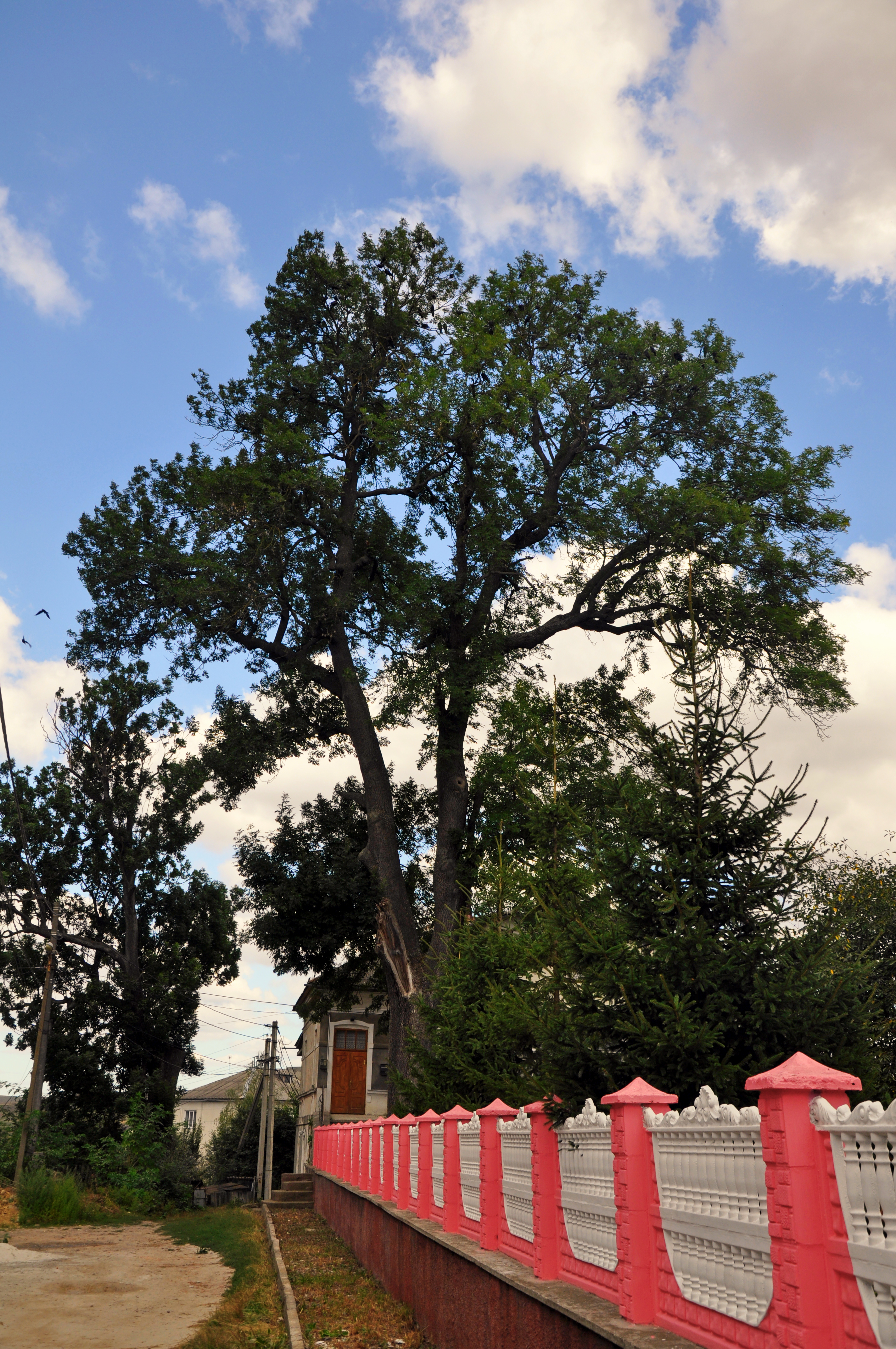

«Монастириські ясени» — ботанічна пам'ятка природи місцевого значення в Україні. Ясени зростають у м. Монастириськах Тернопільської області, вул. Шевченка, 69, поряд із Церквою Успіння Пресвятої Богородиці (ПЦУ).
Площа — 0,02 га, статус отриманий у 1969 році. Їхній вік становить 160 і 210 років, мають діаметри 105 і 135 см.